# Бартлетт (Канзас)
Бартлетт (англ. Bartlett) — місто (англ. city) в США, в окрузі Лабетт штату Канзас. Населення — 69 осіб (2020).

## Географія
Бартлетт розташований за координатами 37°3′18″ пн. ш. 95°12′42″ зх. д. / 37.05500° пн. ш. 95.21167° зх. д. (37.054913, -95.211594).  За даними Бюро перепису населення США в 2010 році місто мало площу 0,34 км², з яких 0,34 км² — суходіл та 0,00 км² — водойми.

## Демографія
Згідно з переписом 2010 року, у місті мешкало 80 осіб у 32 домогосподарствах у складі 24 родин. Густота населення становила 234 особи/км².  Було 42 помешкання (123/км²).
Расовий склад населення:
| - 76,3 % — білих - 7,5 % — корінних американців |

До двох чи більше рас належало 16,3 %. Частка іспаномовних становила 2,5 % від усіх жителів.
За віковим діапазоном населення розподілялося таким чином: 21,2 % — особи молодші 18 років, 70,0 % — особи у віці 18—64 років, 8,8 % — особи у віці 65 років та старші. Медіана віку мешканця становила 35,0 року. На 100 осіб жіночої статі у місті припадало 110,5 чоловіків;  на 100 жінок у віці від 18 років та старших — 125,0 чоловіків також старших 18 років.
Медіана доходів становила 45 000 доларів для чоловіків та 26 364 долари для жінок. 
Цивільне працевлаштоване населення становило 70 осіб. Основні галузі зайнятості: виробництво — 32,9 %, оптова торгівля — 21,4 %, мистецтво, розваги та відпочинок — 15,7 %, роздрібна торгівля — 11,4 %.